# Thiouville
Thiouville és un municipi francès situat al departament del Sena Marítim i a la regió de Normandia. L'any 2007 tenia 291 habitants.

## Demografia

### Població
El 2007 la població de fet de Thiouville era de 291 persones. Hi havia 109 famílies de les quals 21 eren unipersonals (13 homes vivint sols i 8 dones vivint soles), 29 parelles sense fills, 46 parelles amb fills i 13 famílies monoparentals amb fills.
La població ha evolucionat segons el següent gràfic:
Habitants censats

### Habitatges
El 2007 hi havia 128 habitatges, 105 eren l'habitatge principal de la família, 17 eren segones residències i 6 estaven desocupats. Tots els 127 habitatges eren cases. Dels 105 habitatges principals, 82 estaven ocupats pels seus propietaris i 23 estaven llogats i ocupats pels llogaters; 1 tenia una cambra, 3 en tenien dues, 21 en tenien tres, 37 en tenien quatre i 43 en tenien cinc o més. 99 habitatges disposaven pel capbaix d'una plaça de pàrquing. A 43 habitatges hi havia un automòbil i a 53 n'hi havia dos o més.

### Piràmide de població
La piràmide de població per edats i sexe el 2009 era:
| Homes | Edats   | Dones |
| ----- | ------- | ----- |
| 0     | 95 o +  | 0     |
| 0     | 90 a 94 | 0     |
| 0     | 85 a 89 | 0     |
| 0     | 80 a 84 | 0     |
| 4     | 75 a 79 | 4     |
| 8     | 70 a 74 | 4     |
| 12    | 65 a 69 | 8     |
| 4     | 60 a 64 | 12    |
| 4     | 55 a 59 | 4     |
| 4     | 50 a 54 | 0     |
| 8     | 45 a 49 | 12    |
| 12    | 40 a 44 | 8     |
| 8     | 35 a 39 | 12    |
| 8     | 30 a 34 | 12    |
| 8     | 25 a 29 | 12    |
| 0     | 20 a 24 | 4     |
| 0     | 15 a 19 | 8     |
| 4     | 10 a 14 | 4     |
| 8     | 5 a 9   | 24    |
| 4     | 0 a 4   | 0     |

## Economia
El 2007 la població en edat de treballar era de 167 persones, 121 eren actives i 46 eren inactives. De les 121 persones actives 111 estaven ocupades (60 homes i 51 dones) i 10 estaven aturades (4 homes i 6 dones). De les 46 persones inactives 14 estaven jubilades, 12 estaven estudiant i 20 estaven classificades com a «altres inactius».

### Ingressos
El 2009 a Thiouville hi havia 107 unitats fiscals que integraven 285,5 persones, la mediana anual d'ingressos fiscals per persona era de 15.988 €.

### Activitats econòmiques
Dels 4 establiments que hi havia el 2007, 1 era d'una empresa alimentària, 1 d'una empresa de fabricació d'altres productes industrials, 1 d'una empresa d'informació i comunicació i 1 d'una empresa de serveis.
L'únic servei als particulars que hi havia el 2009 era un taller de reparació d'automòbils i de material agrícola.
L'any 2000 a Thiouville hi havia 11 explotacions agrícoles que ocupaven un total de 332 hectàrees.

## Equipaments sanitaris i escolars
El 2009 hi havia una escola elemental integrada dins d'un grup escolar amb les comunes properes formant una escola dispersa.

## Poblacions més properes
El següent diagrama mostra les poblacions més properes.